# Línea Exprés Aeropuerto (EMT Madrid)
La línea Exprés Aeropuerto de Madrid (codificada internamente como 203 en el servicio diurno y N27 o 527 en el nocturno), a veces indicada mediante el icono de un avión (✈), es una línea de autobús urbano de Madrid (EMT) que conecta la estación de Atocha con el aeropuerto de Madrid-Barajas, pasando por la plaza de Cibeles y la calle de O'Donnell.

## Características

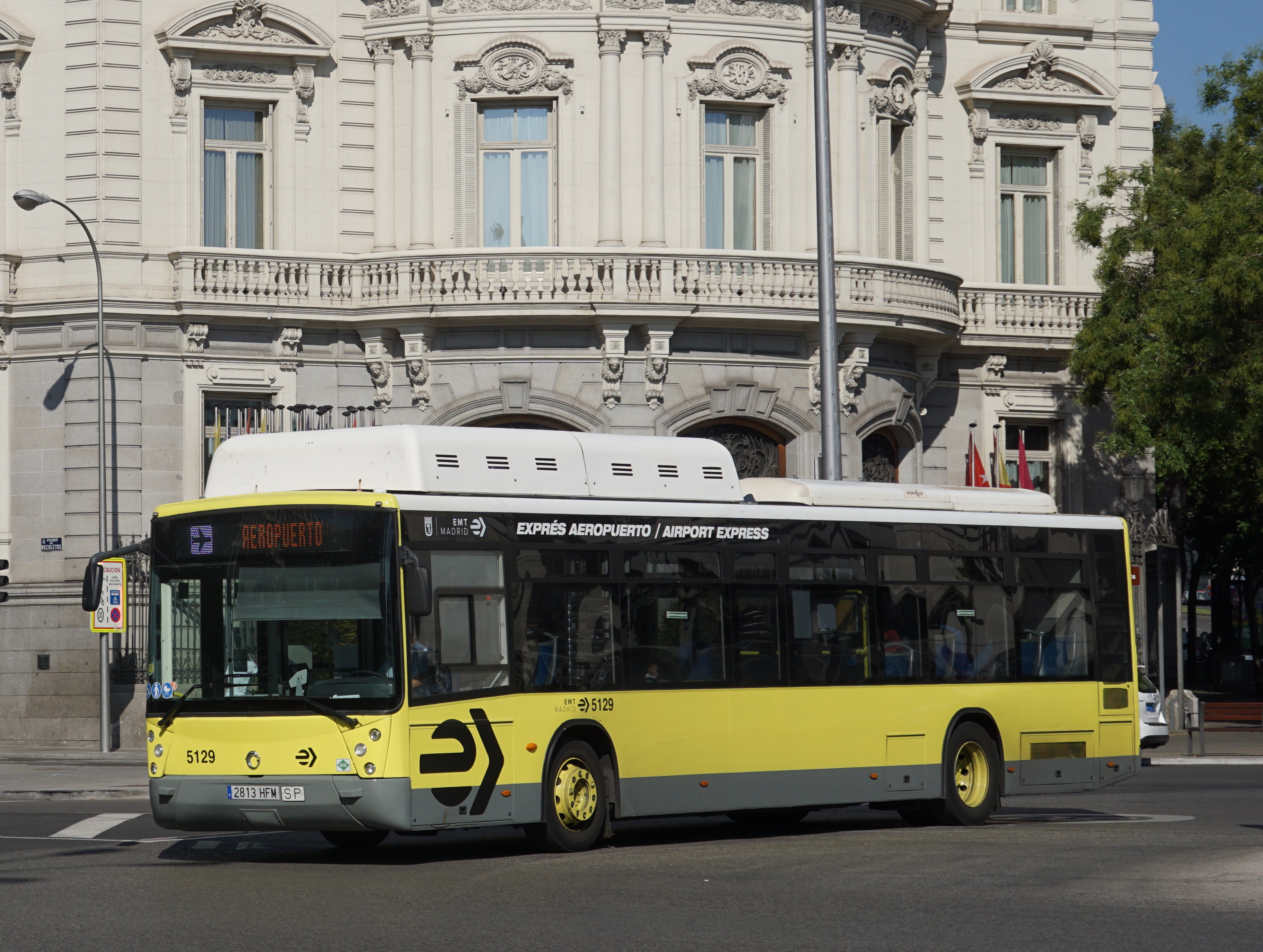
Plaza de Cibeles, agosto de 2020

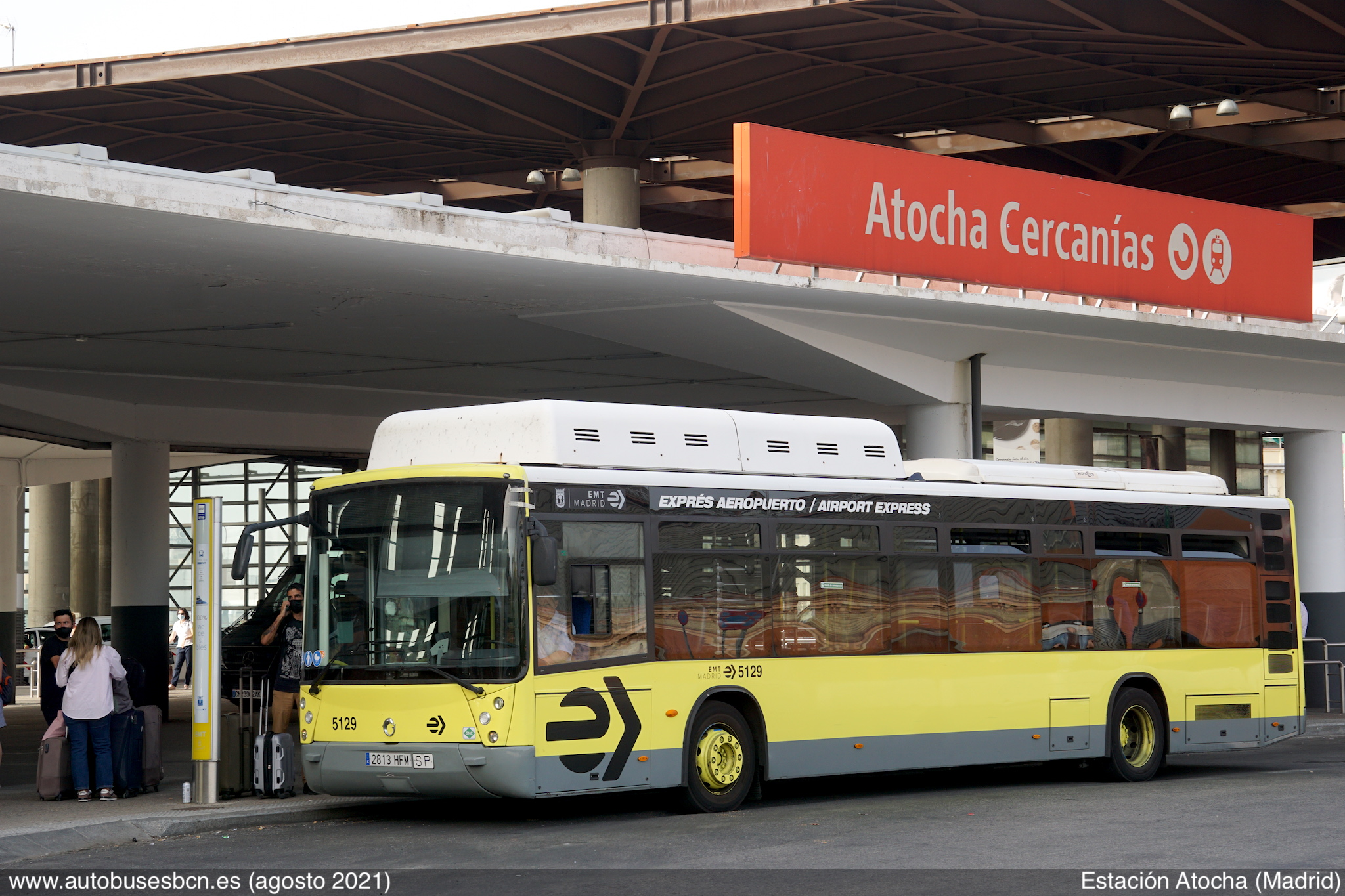
Estación de Atocha, agosto de 2021

Esta línea empezó a funcionar el 5 de noviembre de 2010. Es una línea que funciona 24 horas al día, todo el año. Dentro de los autobuses hay estanterías metálicas para dejar el equipaje.
La tarificación de esta línea se reduce únicamente al pago de un billete sencillo, con un coste de 5 euros, que se adquiere a bordo del autobús. No se admite la Tarjeta Transporte Público en ninguna de sus modalidades, ni el billete de 10 viajes (Metrobús). Para estos casos, el viajero dispone de una línea alternativa de autobús, la línea 200, que parte intercambiador de Avenida de América y es también una línea exprés, pero con horario regular, autobuses de color azul como los demás y tarificación habitual como el resto de los autobuses. En 2019 se convirtió en la primera línea en aceptar pago con tarjeta bancaria o móvil mediante tecnología sin contacto, característica que se implantó gradualmente a todas las líneas de la EMT. 
A efectos internos, la línea Exprés Aeropuerto lleva asignada la numeración 203, siendo de noche la 527, ya que desde la medianoche y hasta las 6:00 acorta su recorrido, finalizando en la plaza de Cibeles como un autobús nocturno más de la ciudad, dejando inoperativa la parada de Atocha. En días en los que la plaza de Cibeles o el paseo del Prado son cortados al tráfico por manifestaciones o concentraciones el recorrido desde Atocha discurre por la calle Alfonso XII, suprimiéndose temporalmente la parada de Cibeles y realizándose en la Puerta de Alcalá. 

### Material móvil
El material móvil que usa esta línea son los Scania N280UB GNC Castrosua New City de la serie 51xx.

## Horarios
| Línea diurna (203)                 |                                    |                                    |                                    |                                    |                                    |                                    |                                    |                                    |                                    |                                    |                                    |                                    |                                    |                                    |                                    |                                    |                                    |                                    |                                    |                                    |                                    |                                    |                                    |                                    |                                    |                                    |                                    |                                    |                                    |                                    |                                    |                                    |                                    |                                    |                                    |
| Lunes a viernes laborables         |                                    |                                    |                                    |                                    |                                    |                                    |                                    |                                    |                                    |                                    |                                    |                                    |                                    |                                    |                                    |                                    |                                    |                                    |                                    |                                    |                                    |                                    |                                    |                                    |                                    |                                    |                                    |                                    |                                    |                                    |                                    |                                    |                                    |                                    |                                    |
| Estación de Atocha > Aeropuerto T4 | Estación de Atocha > Aeropuerto T4 | Estación de Atocha > Aeropuerto T4 | Estación de Atocha > Aeropuerto T4 | Estación de Atocha > Aeropuerto T4 | Estación de Atocha > Aeropuerto T4 | Estación de Atocha > Aeropuerto T4 | Estación de Atocha > Aeropuerto T4 | Estación de Atocha > Aeropuerto T4 | Estación de Atocha > Aeropuerto T4 | Estación de Atocha > Aeropuerto T4 | Estación de Atocha > Aeropuerto T4 | Estación de Atocha > Aeropuerto T4 | Estación de Atocha > Aeropuerto T4 | Estación de Atocha > Aeropuerto T4 | Estación de Atocha > Aeropuerto T4 | Estación de Atocha > Aeropuerto T4 | Estación de Atocha > Aeropuerto T4 | Aeropuerto T4 > Estación de Atocha | Aeropuerto T4 > Estación de Atocha | Aeropuerto T4 > Estación de Atocha | Aeropuerto T4 > Estación de Atocha | Aeropuerto T4 > Estación de Atocha | Aeropuerto T4 > Estación de Atocha | Aeropuerto T4 > Estación de Atocha | Aeropuerto T4 > Estación de Atocha | Aeropuerto T4 > Estación de Atocha | Aeropuerto T4 > Estación de Atocha | Aeropuerto T4 > Estación de Atocha | Aeropuerto T4 > Estación de Atocha | Aeropuerto T4 > Estación de Atocha | Aeropuerto T4 > Estación de Atocha | Aeropuerto T4 > Estación de Atocha | Aeropuerto T4 > Estación de Atocha | Aeropuerto T4 > Estación de Atocha | Aeropuerto T4 > Estación de Atocha |
| 06                                 | 07                                 | 08                                 | 09                                 | 10                                 | 11                                 | 12                                 | 13                                 | 14                                 | 15                                 | 16                                 | 17                                 | 18                                 | 19                                 | 20                                 | 21                                 | 22                                 | 23                                 | 06                                 | 07                                 | 08                                 | 09                                 | 10                                 | 11                                 | 12                                 | 13                                 | 14                                 | 15                                 | 16                                 | 17                                 | 18                                 | 19                                 | 20                                 | 21                                 | 22                                 | 23                                 |
| 00 20 40                           | 00 20 40                           | 00 15 30 45                        | 00 15 30 45                        | 00 15 30 45                        | 00 15 30 45                        | 00 15 30 45                        | 00 15 30 45                        | 00 15 30 45                        | 00 15 30 45                        | 00 15 30 45                        | 00 15 30 45                        | 00 15 30 45                        | 00 15 30 45                        | 00 15 30 45                        | 00 15 30 45                        | 00 20 40                           | 00 30                              | 00 20 40                           | 00 20 40                           | 00 15 30 45                        | 00 15 30 45                        | 00 15 30 45                        | 00 15 30 45                        | 00 15 30 45                        | 00 15 30 45                        | 00 15 30 45                        | 00 15 30 45                        | 00 15 30 45                        | 00 15 30 45                        | 00 15 30 45                        | 00 15 30 45                        | 00 15 30 45                        | 00 15 30 45                        | 00 15 30 45                        | 10 30                              |
| Sábados laborables                 |                                    |                                    |                                    |                                    |                                    |                                    |                                    |                                    |                                    |                                    |                                    |                                    |                                    |                                    |                                    |                                    |                                    |                                    |                                    |                                    |                                    |                                    |                                    |                                    |                                    |                                    |                                    |                                    |                                    |                                    |                                    |                                    |                                    |                                    |                                    |
| Estación de Atocha > Aeropuerto T4 | Estación de Atocha > Aeropuerto T4 | Estación de Atocha > Aeropuerto T4 | Estación de Atocha > Aeropuerto T4 | Estación de Atocha > Aeropuerto T4 | Estación de Atocha > Aeropuerto T4 | Estación de Atocha > Aeropuerto T4 | Estación de Atocha > Aeropuerto T4 | Estación de Atocha > Aeropuerto T4 | Estación de Atocha > Aeropuerto T4 | Estación de Atocha > Aeropuerto T4 | Estación de Atocha > Aeropuerto T4 | Estación de Atocha > Aeropuerto T4 | Estación de Atocha > Aeropuerto T4 | Estación de Atocha > Aeropuerto T4 | Estación de Atocha > Aeropuerto T4 | Estación de Atocha > Aeropuerto T4 | Estación de Atocha > Aeropuerto T4 | Aeropuerto T4 > Estación de Atocha | Aeropuerto T4 > Estación de Atocha | Aeropuerto T4 > Estación de Atocha | Aeropuerto T4 > Estación de Atocha | Aeropuerto T4 > Estación de Atocha | Aeropuerto T4 > Estación de Atocha | Aeropuerto T4 > Estación de Atocha | Aeropuerto T4 > Estación de Atocha | Aeropuerto T4 > Estación de Atocha | Aeropuerto T4 > Estación de Atocha | Aeropuerto T4 > Estación de Atocha | Aeropuerto T4 > Estación de Atocha | Aeropuerto T4 > Estación de Atocha | Aeropuerto T4 > Estación de Atocha | Aeropuerto T4 > Estación de Atocha | Aeropuerto T4 > Estación de Atocha | Aeropuerto T4 > Estación de Atocha | Aeropuerto T4 > Estación de Atocha |
| 06                                 | 07                                 | 08                                 | 09                                 | 10                                 | 11                                 | 12                                 | 13                                 | 14                                 | 15                                 | 16                                 | 17                                 | 18                                 | 19                                 | 20                                 | 21                                 | 22                                 | 23                                 | 06                                 | 07                                 | 08                                 | 09                                 | 10                                 | 11                                 | 12                                 | 13                                 | 14                                 | 15                                 | 16                                 | 17                                 | 18                                 | 19                                 | 20                                 | 21                                 | 22                                 | 23                                 |
| 00 20 40                           | 00 20 40                           | 00 15 30 45                        | 00 15 30 45                        | 00 15 30 48                        | 06 24 42                           | 00 18 36 54                        | 12 30 48                           | 06 24 42                           | 00 18 36 54                        | 12 30 48                           | 06 24 42                           | 00 18 36 54                        | 12 30 48                           | 06 24 42 59                        | 17 36 55                           | 15 35                              | 00 30                              | 00 20 40                           | 00 20 40                           | 20 40 55                           | 10 25 40 55                        | 10 25 40 55                        | 10 28 46                           | 04 22 40 58                        | 16 34 52                           | 10 28 46                           | 04 22 40 58                        | 16 34 52                           | 10 28 46                           | 04 22 40 58                        | 16 34 52                           | 09 26 44                           | 01 18 35 53                        | 11 30 50                           | 10 30                              |
| Domingos y festivos                |                                    |                                    |                                    |                                    |                                    |                                    |                                    |                                    |                                    |                                    |                                    |                                    |                                    |                                    |                                    |                                    |                                    |                                    |                                    |                                    |                                    |                                    |                                    |                                    |                                    |                                    |                                    |                                    |                                    |                                    |                                    |                                    |                                    |                                    |                                    |
| Estación de Atocha > Aeropuerto T4 | Estación de Atocha > Aeropuerto T4 | Estación de Atocha > Aeropuerto T4 | Estación de Atocha > Aeropuerto T4 | Estación de Atocha > Aeropuerto T4 | Estación de Atocha > Aeropuerto T4 | Estación de Atocha > Aeropuerto T4 | Estación de Atocha > Aeropuerto T4 | Estación de Atocha > Aeropuerto T4 | Estación de Atocha > Aeropuerto T4 | Estación de Atocha > Aeropuerto T4 | Estación de Atocha > Aeropuerto T4 | Estación de Atocha > Aeropuerto T4 | Estación de Atocha > Aeropuerto T4 | Estación de Atocha > Aeropuerto T4 | Estación de Atocha > Aeropuerto T4 | Estación de Atocha > Aeropuerto T4 | Estación de Atocha > Aeropuerto T4 | Aeropuerto T4 > Estación de Atocha | Aeropuerto T4 > Estación de Atocha | Aeropuerto T4 > Estación de Atocha | Aeropuerto T4 > Estación de Atocha | Aeropuerto T4 > Estación de Atocha | Aeropuerto T4 > Estación de Atocha | Aeropuerto T4 > Estación de Atocha | Aeropuerto T4 > Estación de Atocha | Aeropuerto T4 > Estación de Atocha | Aeropuerto T4 > Estación de Atocha | Aeropuerto T4 > Estación de Atocha | Aeropuerto T4 > Estación de Atocha | Aeropuerto T4 > Estación de Atocha | Aeropuerto T4 > Estación de Atocha | Aeropuerto T4 > Estación de Atocha | Aeropuerto T4 > Estación de Atocha | Aeropuerto T4 > Estación de Atocha | Aeropuerto T4 > Estación de Atocha |
| 06                                 | 07                                 | 08                                 | 09                                 | 10                                 | 11                                 | 12                                 | 13                                 | 14                                 | 15                                 | 16                                 | 17                                 | 18                                 | 19                                 | 20                                 | 21                                 | 22                                 | 23                                 | 06                                 | 07                                 | 08                                 | 09                                 | 10                                 | 11                                 | 12                                 | 13                                 | 14                                 | 15                                 | 16                                 | 17                                 | 18                                 | 19                                 | 20                                 | 21                                 | 22                                 | 23                                 |
| 00 20 40                           | 00 20 40                           | 20 38 56                           | 14 32 50                           | 08 26 44                           | 02 20 38 56                        | 14 32 50                           | 08 26 44                           | 02 20 38 56                        | 14 32 50                           | 08 26 44                           | 02 20 38 56                        | 14 32 50                           | 08 26 44                           | 02 20 38 56                        | 15 35 55                           | 15 35                              | 00 30                              | 00 20 40                           | 00 20 40                           | 00 20 40                           | 00 18 36 54                        | 12 30 48                           | 06 24 42                           | 00 18 36 54                        | 12 30 48                           | 06 24 42                           | 00 18 36 54                        | 12 30 48                           | 06 24 42                           | 00 18 36 54                        | 12 30 48                           | 05 22 39 56                        | 14 32 51                           | 10 30 50                           | 10 30                              |

| Línea nocturna (N27)                   |                         |                         |                         |                         |                         |                         |                         |                         |                         |                         |                         |                         |                         |                         |
| Domingo a jueves y festivos            |                         |                         |                         |                         |                         |                         |                         |                         |                         |                         |                         |                         |                         |                         |
| Cibeles > Aeropuerto T4                | Cibeles > Aeropuerto T4 | Cibeles > Aeropuerto T4 | Cibeles > Aeropuerto T4 | Cibeles > Aeropuerto T4 | Cibeles > Aeropuerto T4 | Cibeles > Aeropuerto T4 | Cibeles > Aeropuerto T4 | Aeropuerto T4 > Cibeles | Aeropuerto T4 > Cibeles | Aeropuerto T4 > Cibeles | Aeropuerto T4 > Cibeles | Aeropuerto T4 > Cibeles | Aeropuerto T4 > Cibeles | Aeropuerto T4 > Cibeles |
| 23                                     | 00                      | 01                      | 02                      | 03                      | 04                      | 05                      | 06                      | 23                      | 00                      | 01                      | 02                      | 03                      | 04                      | 05                      |
|                                        | 00 35                   | 10 45                   | 20 55                   | 30                      | 05 40                   | 15 45                   |                         | 55                      | 30                      | 05 40                   | 15 50                   | 25                      | 00 35                   | 10 45                   |
| Viernes, sábados y vísperas de festivo |                         |                         |                         |                         |                         |                         |                         |                         |                         |                         |                         |                         |                         |                         |
| Cibeles > Aeropuerto T4                | Cibeles > Aeropuerto T4 | Cibeles > Aeropuerto T4 | Cibeles > Aeropuerto T4 | Cibeles > Aeropuerto T4 | Cibeles > Aeropuerto T4 | Cibeles > Aeropuerto T4 | Cibeles > Aeropuerto T4 | Aeropuerto T4 > Cibeles | Aeropuerto T4 > Cibeles | Aeropuerto T4 > Cibeles | Aeropuerto T4 > Cibeles | Aeropuerto T4 > Cibeles | Aeropuerto T4 > Cibeles | Aeropuerto T4 > Cibeles |
| 23                                     | 00                      | 01                      | 02                      | 03                      | 04                      | 05                      | 06                      | 23                      | 00                      | 01                      | 02                      | 03                      | 04                      | 05                      |
| 00 20 40                               | 00 15 30 45             | 00 15 30 45             | 00 15 30 45             | 00 15 30 45             | 00 15 30 45             | 00 15 30 45             | 00                      | 40                      | 00 20 35 50             | 05 20 35 50             | 05 20 35 50             | 05 20 35 50             | 05 20 35 50             | 05 20 40                |

## Recorrido y paradas
Estación de Atocha: esta parada está en el intercambiador de autobuses de la estación, junto a la entrada a la parte de la estación destinada a los trenes de Cercanías Renfe. La parada de esta línea se distingue de las demás al tener un poste de parada exclusivo de color amarillo y el dibujo de un avión en lo alto.
Plaza de Cibeles: la parada con sentido Aeropuerto (que funciona como cabecera nocturna) está en el Paseo del Prado, a un par de decenas de metros de la Plaza de Cibeles, frente al edificio del antiguo Palacio de Comunicaciones (actual sede del Ayuntamiento de Madrid), justo en la zona de los buzones de correos. Esta parada es distinguible por su poste de color amarillo, igual que la de Atocha. La parada con sentido Atocha se ubica en la marquesina más al norte de las que hay junto al Cuartel General del Ejército, al noroeste de la plaza. 
O'Donnell: esta parada se encuentra en el cruce con la calle del Doctor Esquerdo y próxima a la estación de O'Donnell. La parada sentido Aeropuerto está justo en el cruce, y la parada con sentido Atocha está al final de la plataforma reservada para EMT de la autovía M-23, siendo una parada común con las líneas E2, E3, E4 y E5.
Estas paradas son las únicas que esta línea tiene en la ciudad por su condición de línea exprés, estando las demás en el aeropuerto. No obstante, esta línea no efectúa parada en la Terminal 3 (T3) al encontrarse muy cerca de la Terminal 2 (T2). Ambas terminales están conectadas por pasillos con cintas transportadoras entre sí y con la Terminal 1 (T1).

### Sentido Aeropuerto
| Código | Parada                      | Común con   | Conexiones con Metro y Cercanías | Otros |
| ------ | --------------------------- | ----------- | -------------------------------- | ----- |
| 5709   | ESTACIÓN DE ATOCHA (De día) |             | Atocha                           |       |
| 71     | CIBELES                     |             | Banco de España                  |       |
| 153    | Metro O'Donnell             | 28 E2 E3 N6 | O'Donnell                        |       |
| 3539   | Aeropuerto T1-Salidas       | 101 200     |                                  |       |
| 4853   | Aeropuerto T2-Salidas       | 101 200 824 | Aeropuerto T1-T2-T3              |       |
| 5726   | AEROPUERTO T4               |             | Aeropuerto T4                    |       |

### Sentido Estación de Atocha
| Código | Parada                      | Común con                       | Conexiones con Metro y Cercanías | Otros |
| ------ | --------------------------- | ------------------------------- | -------------------------------- | ----- |
| 5726   | AEROPUERTO T4               |                                 | Aeropuerto T4                    |       |
| 3542   | Aeropuerto T2-Llegadas      | 101 200 824                     | Aeropuerto T1-T2-T3              |       |
| 3540   | Aeropuerto T1-Llegadas      |                                 |                                  |       |
| 5620   | Metro O'Donnell             | E2 E3 E4 E5                     | O'Donnell                        |       |
| 69     | Cibeles (De día)            | 1 2 9 15 20 51 52 53 74 146 001 | Banco de España                  |       |
| 71     | CIBELES (De noche)          |                                 | Banco de España                  |       |
| 5709   | ESTACIÓN DE ATOCHA (De día) |                                 | Atocha                           |       |